# Akodon subfuscus
Akodon subfuscus is een zoogdier uit de familie van de Cricetidae. De wetenschappelijke naam van de soort werd voor het eerst geldig gepubliceerd door Osgood in 1944.

## Verspreidingsgebied
De soort wordt aangetroffen in Bolivia en Peru.